# Перес де Ольгин, Мельчор
Мельчор Перес де Ольгин (исп. Melchor Pérez de Holguín; 1660, Кочабамба, вице-королевство Перу (ныне Боливия) — 1732, Потоси) — живописец Вице-королевства Перу, считающийся одним из лучших художников в истории Боливии и испанской барочной живописи.

## Биография
Предположительно, учился в Севилье (у Мурильо). Испытал сильное влияние фламандских мастеров. Представитель поколения латиноамериканских художников эпохи барокко.
Исторический живописец (Въезд архиепископа Морсильо в Потоси). Писал картины на религиозные темы, наделяя изображения людей чертами суровой правдивости (хранятся в Национальном музее Монетного двора в Потоси).
В творчестве Мельчора Переса де Ольгина можно выделить три периода. Первому соответствуют картины, выполненные для монастырей францисканского ордена, таких как Сан-Педро-де-Алькантара, сохранившаяся в Ла-Пасе (Боливия). Это полотна, отвечающие идее францисканского мистического аскетизма.
Во второй период творчества художник посвятил себя, в основном, большим композициям, почти фрескам, среди которых выделяются «Триумф церкви» (1706, Потоси) и «Страшный суд» (1708, Потоси).
В последние годы своей жизни создал композиции, которые, в отличие от францисканских мистиков, удивляют своим внутренним светом, такие как «Отдых на пути в Египет» (Национальный музей Ла-Паса) и «Святое семейство со святыми Хуанесами» (Потоси)). К этим работам следует добавить группу картин, на которых изображены полуфигуры евангелистов, и последнюю серию, которую он подписал, — евангелистов для дворца Ла Монеда (1724).